# Acorales
 (décembre 2024).
Classification APG III (2009)
Ordre
L'ordre des Acorales regroupe des plantes monocotylédones. Il est introduit par la classification phylogénétique des angiospermes. Il ne comprend qu'une seule famille :
- Acoracées (famille de l'acore odorant)